# August Belmont, Jr.
Pour les articles homonymes, voir Belmont.
August Belmont, Jr. (né le 18 février 1853, mort le 10 décembre 1924) est un financier et un banquier américain. Passionné d'équitation et éleveur et propriétaire de nombreux chevaux Pur-sang, il finance notamment la construction de l'hippodrome de Belmont Park dans la ville d'Elmont (située sur Long Island à la frontière avec le Queens). Il joue également un rôle important dans la construction du métro de New York avec son associé John B. McDonald en finançant la construction des premières lignes souterraines de la ville, et en fondant la Rapid Transit Subway Construction Company, devenue l'Interborough Rapid Transit Company (IRT) en 1902,. Il en devient le président en 1907.
Alors qu'il hérite de la direction de la banque fondée par son père, August Belmont, il entretient également des relations étroites avec plusieurs personnalités importante de la seconde moitié du XIXe siècle comme J.P. Morgan ou John D. Rockefeller. Il est également le petit-fils de Matthew Perry, et le frère d'Oliver Belmont et de Perry Belmont.

## Biographie

### Un rôle clé dans la construction du premier métro souterrain de New York
À la fin du XIXe siècle, le métro souterrain constitue une véritable innovation et un projet totalement nouveau pour la ville de New York en dépit de l'expérience du Beach Pneumatic Transit, ouvert en 1869 mais fermé quatre ans plus tard en 1873. Ainsi, malgré les expériences réussies de Londres puis de Boston, le scepticisme et la réticence à se lancer dans ce nouveau mode de transport sont dominants parmi les investisseurs potentiels. Plusieurs acteurs importants de l'industrie ferroviaire de l'époque sont approchés par la ville, mais tous sans exception refusent de prendre en main le projet, par peur d'engager des sommes trop importantes, et ce en dépit du soutien financier de la ville durant la construction.
Deux hommes finissent cependant par manifester leur intérêt; d'un côté le banquier August Belmont, qui dispose d'immenses ressources financières, et de l'autre l'entrepreneur John B. McDonald qui dispose d'une forte expertise dans la construction d'infrastructures souterraines. Alors que l'entrepreneur en construction Andrew Onderdonk participe également à l'appel d'offres organisé par la ville de New York en 1900, c'est finalement McDonald qui est retenu, notamment grâce aux ressources financières et à l'influence de Belmont. Dans un engagement contractuel avec McDonald, August Belmont crée la Eapid Transit Subway Construction Company pour assurer la promotion du projet et le financement de la construction. Cela faisait déjà plusieurs années que Belmont est impliqué dans les débats sur la création et le développement d'un réseau métropolitain. En particulier, en participant à la promotion des lignes aériennes à Brooklyn (alors contrôlées par la BRT), il remarque les limites des lignes aériennes dans des rues déjà bondées, ce qui lui fait réaliser l'intérêt d'infrastructures souterraines. En outre, il est conscient des limites d'une gestion par la ville sur les infrastructures de transport en commun.
L'entreprise de Belmont signe un contrat avec la ville pour la construction d'une première ligne souterraine entre la station de City Hall (ensuite prolongée vers South Ferry) dans Lower Manhattan et 225th Street dans le Bronx. Ce contrat, pour lequel les travaux commencent fin 1900 pour s'achever le 14 janvier 1907 lorsque les premiers métros traversent le Harlem Ship Canal prend le nom de « Contrat 1 ». Le 12 juin 1902, la ville de New York signe un nouveau contrat avec l'Interborough Rapid Transit Company, établie le 6 mai 1902 pour construire une extension de la ligne vers Brooklyn. Le 1er mai 1908, les premiers métros circulent vers Atlantic Avenue (Brooklyn), marquant l'achèvement du « Contrat 2 ». Entretemps, le 1er avril 1903, un peu plus d'un an avant l'ouverture de sa première ligne souterraine, l'IRT de Belmont prend à bail le contrôle de la ligne aérienne du Manhattan Railway, ce qui lui permet d'acquérir un monopole sur le transport métropolitain à Manhattan.
En 1914, Belmont expose les motivations qui l'amènent à investir dans le développement de lignes souterraines:
« J'ai habité à Long Island pendant de nombreuses années. Comme je l'ai expliqué, j'étais intéressé par le métro aérien du Kings County, et j'ai réalisé que les voies aériennes, alors qu'elles furent d'un grand intérêt, devaient être remplacées ou complétées par des voies rapides et électrifiées en souterrain. Et d'ailleurs, l'extension de la première ligne souterraine vers Broadway était mon idée. J'y ai toujours cru. Vous voyez ce que je veux dire: le contrat originel, le Contrat 1 devait s'arrêter à City Hall. L'extension sous Broadway et sous la rivière vers Brooklyn fut construite dans le cadre d'un autre contrat. M.. Ryan, le directeur de l'IRT, et d'autres gens de notre entreprise y étaient opposés. Mais moi j'y croyais, et insisté pour que l'on formule une offre, et une offre assez basse pour l'obtenir. »

### Une passion pour l'élevage de chevaux
Au-delà de son implication dans le monde de la finance, et dans le développement du métro de New York, Belmont est un amateur de courses de chevaux. Après avoir fondé la National Steeplechase Association (Association nationale de course d'obstacles) le 15 février 1895, puis avoir été nommé premier président du Jockey Club, il acquiert un terrain d'une superficie de 263 hectares à la frontière du Queens et du Comté de Nassau pour y construire l'un des hippodromes les plus luxueux du pays, le Belmont Park. Il élève également de nombreux chevaux, dont Man ‘o War, qui est vendu comme yearling.